# Conservatorio Ave Gratia Plena Minor
Il conservatorio "Ave Gratia Plena Minor" (detto comunemente Annunziatella) sorge nel rione Barbuti del centro storico di Salerno, nei pressi del vicino complesso archeologico di San Pietro a Corte. La Chiesa di San Matteo Piccolo si trovava in una sezione dell'attuale Conservatorio, vicino ala Chiesa dell'Annunziatella.

## Storia
Il conservatorio nacque come progetto nel tardo Cinquecento in seguito ad il trasferimento di un ritiro per giovani donne che si trovava prima presso dei locali della chiesa del Monte dei Morti ed in seguito presso la chiesa di San Domenico. Per la nuova sede successivamente si acquistò, nel 1675, la casa di Prignano e ad essa si aggiunse la dimora della famiglia Leani. Entrambe furono ristrutturate ed adeguate alla nuova funzione.
Il conservatorio fu istituito nel 1698 e gli edifici preesistenti furono parzialmente abbattuti e ristrutturati: i lavori furono conclusi solo nella prima metà del XVIII secolo. Il conservatorio non fu mai trasformato in clausura, ma le giovani donne ospitate dovevano sottostare a severe leggi: l'accesso alla chiesa avveniva tramite passaggi interni che davano su cori riservati, dotati di finestra per i sacramenti. L'antica edificazione presentava un quadriportico aragonese con colonne in pietra vesuviana, che con i lavori di ristrutturazione furono coperte. La madre superiora era scelta tra le stesse giovani ospitate, le quali dovevano avere almeno 40 anni e forti principi morali.
Dagli inizi del '900 nel convento furono ospitate anche donne anziane ed inferme.
La struttura fu danneggiata gravemente durante il terremoto dell'Irpinia e, al seguito del restauro nel 2003, è divenuto ostello per la Gioventù (facente parte del Circuito Internazionale Hihostels).

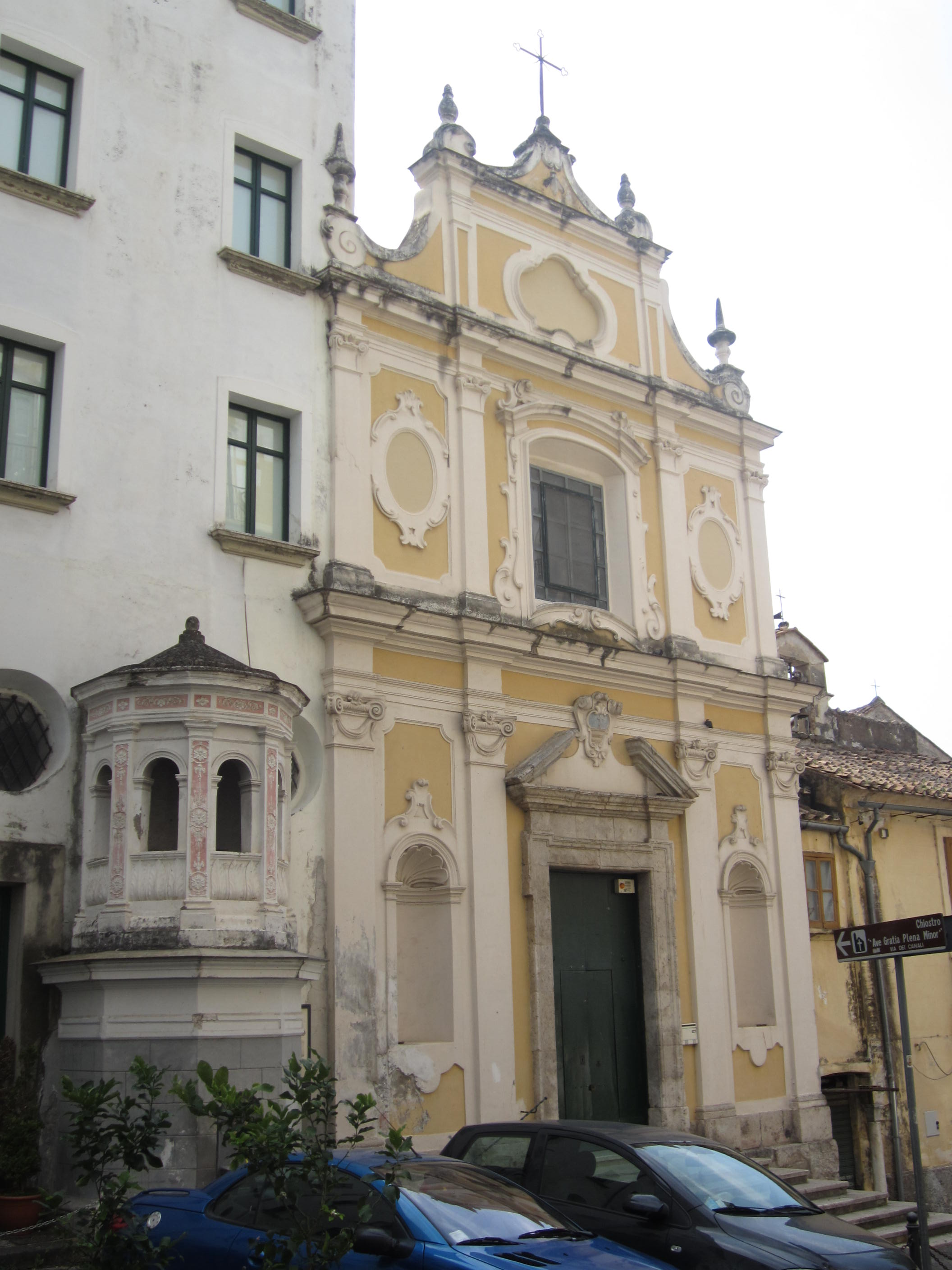
Sezione dell'Annunziatella contigua alla chiesa dell'Annunziatella

### Architettura
La parte più interessante della struttura è senza dubbio l'antico quadri portico aragonese con colonne di pietra vesuviana ed archi a sesto ribassato. Vicino al quadri portico si trova una fontana del Settecento.

### Chiesa di San Matteo Piccolo
Durante scavi archeologici negli anni '80 è emersa un'abside affrescata della originale Chiesa di San Matteo Piccolo, risalente al XIII secolo ed abbattuta per fare spazio ad altre edificazioni.
.
Nella parte della facciata più meridionale si appoggia una fontana, con un caratteristico tetto a cupola.